# La Geria
La Geria är en vulkan i Spanien.   Den ligger i provinsen Provincia de Las Palmas och regionen Kanarieöarna, i den sydvästra delen av landet, 1 600 km sydväst om huvudstaden Madrid. Toppen på La Geria är 420 meter över havet, eller 82 meter över den omgivande terrängen. Bredden vid basen är 1,1 km.
Terrängen runt La Geria är huvudsakligen kuperad, men den allra närmaste omgivningen är platt.Runt La Geria är det ganska tätbefolkat, med 199 invånare per kvadratkilometer. Närmaste större samhälle är Tías, 3,7 km sydost om La Geria. Trakten runt La Geria är ofruktbar med lite eller ingen växtlighet.